# Margorejo (Wedarijaksa)
Margorejo is een bestuurslaag in het regentschap Pati van de provincie Midden-Java, Indonesië. Margorejo telt 1708 inwoners (volkstelling 2010).